# Ferdinand von Schmöger
Ferdinand von Schmöger (* 8. Januar 1792 in München; † 4. März 1864 in Regensburg) war ein deutscher Astronom und Physiker.

## Leben
Von Schmöger wurde in München als ältester Sohn des späteren königlich bayerischer Regierungsrat und Oberst der Landwehr Christoph von Schmöger und dessen Ehefrau Katharina geb. Sutor geboren. 
Nach dem Abitur 1808 am (heutigen) Wilhelmsgymnasium München und dem anschließenden Studium der Mathematik und Physik wurde er Gymnasialprofessor und unterrichtete am Regensburger Lyceum das Fach Mathematik. Gleichzeitig fungierte er als Direktor der Regensburger Sternwarte – dem früheren Observatorium des Klosters St. Emmeram. Seine Einführung in die Astronomie hatte von Schmöger durch den Regensburger Professor der Mathematik und Astronomie, Benediktinermönch Placidus Heinrich (1758–1825), erfahren. Daneben publizierte er zahlreiche didaktisch wertvolle Fachbücher zur Astronomie, Physik, Chemie und Mathematik, aber auch zur Klimatologie.
In Anerkennung seiner wissenschaftlichen Leistung wurde er 1837 zum korrespondierenden Mitglied der Bayerischen Akademie der Wissenschaften gewählt.

## Werke
- Lehrbuch der Kosmographie, 1817 und 1820.
- Elemente der Astronomie und Chronologie, 1830.
- Grundzüge der allgemeinen Chemie, 1842 I.